# Марфельд, Роберт Робертович
Роберт Робертович Марфельд (1852—1921) — русский архитектор, академик Императорской Академии художеств, действительный статский советник. Специалист по строительной экономике, законодательству и церковному строительству.

## Биография
Родился в семье флотского лекаря немецкого происхождения Роберта Рейнгольда Марфельда и его жены Эмилии Иоганны. После окончания кронштадтской гимназии поступил на юридический факультет Санкт-Петербургского университета, где в 1871—1873 годах прослушал курс лекций. Продолжил своё образование в Политехникуме в Карлсруэ и Строительной академии в Вене.
После Европы вернулся в Петербург и в 1880 году поступил на архитектурный курс Императорской Академией художеств. В 1881 году получил малую и большую серебряные медали и тогда же окончил курс наук. В 1882 году за программу «Проект театра на 2000 человек в столичном городе, на открытой площади» получил звание классного художника 2 степени; в 1883 — звание классного художника 1 степени.
В 1883 году назначен на должность старшего техника по чертёжной части Техническо-строительного комитета МВД. С 1884 года – помощник архитектора на постройке петербургской тюрьмы «Кресты». В 1887 году за исполнение им программы «Проект пассажирского здания конечной станции железной дороги в столице» получает звание академика архитектуры ИАХ.
Преподавал в Высшем художественном училище при Академии художеств (с 1894), Институте гражданских инженеров (с 1900-х). Член Техническо-строительного комитета МВД (с 1901). Архитектор Академии наук (с 1885), Охтинского порохового завода (1886–1888), Министерства внутренних дел (с 1894), отделения промышленных училищ при Министерстве народного просвещения (с 1898).
Действительный статский советник (1905). Член Общества попечения о бесприютных детях (основано в 1898 году). Действительный член Петербургского общества архитекторов (с 1889). Имел награды: орден Святой Анны 3-й степени (1887), орден Святого Станислава 2-й степени (1891).
Специалист по строительной экономике и законодательству, автор научных трудов, в том числе книги «Построение архитектурных перспектив».
В 1913 году получил длительный отпуск для выезда за границу для лечения. Но после 1917 года тяжело больной, материально нуждающийся архитектор прожил недолго. Он скончался в 1921 году в Петрограде.

## Проекты и постройки

### Санкт-Петербург
- Здание Музея антропологии и этнографии Академии наук — средний корпус. Таможенный переулок, 1 (1886)[11][12];
- Эллинг на Балтийском судостроительном заводе (совместно с А. Ю. Новицким; 1890-е)[13];
- Памятник погибшим при взрывах на Охтинском пороховом заводе на Пороховском кладбище. Рябовское шоссе, 78 (1890)[11];
- Здание департамента полиции и дом министра внутренних дел (перестройка и расширение). Набережная реки Фонтанки, 16 (1890—1892, 1900)[11][14];
- Здание Зоологического музея Академии наук (перестройка). Университетская набережная, 1 — Биржевая площадь, 2 — Биржевой проезд (1894—1896, 1910—1915)[11];
- Комплекс зданий казённого винного склада и спиртоочистительного завода на Ватном острове. Проспект Добролюбова, 14—16 (1896—1897; не сохранился)[11][15];
- Жилой дом и здание архива Министерства внутренних дел — двор. Улица Профессора Попова, 5 — Инструментальная улица, 4 (1899—1901)[11][16][17][18];
- Здание Императорского человеколюбивого общества. Улица Егорова, 26 (1903—1905)[11][19];
- Здание детского приюта имени великой княгини Марии Николаевны. Ждановская улица, 8 — Ждановская набережная, 21 (1905—1906)[11][20];
- Памятник-обелиск в память погибших при покушении на П. А. Столыпина на Аптекарском острове. Улица Профессора Попова, 1 (1907—1908)[11][21];
- Здание богадельни Белосельских-Белозерских. Проспект Динамо, 14 (1910—1912)[11][22];
- Здание Библиотеки Академии наук (строитель Р. А. Берзен). Биржевая линия, 1 — Тифлисская улица (1913—1914; завершено в 1920-х)[11][23];

### Другие места
- Армянская церковь Святого Христа Всеспасителя в Батуми (1885);
- Собор Андрея Первозванного в Поти (1906; совместно с А. Зеленко);
- Храм Христа Спасителя в Борках на месте крушения императорского поезда (1891, не сохранился);
- Собор Успения Пресвятой Богородицы на территории Свято-Артемиево Веркольского мужского монастыря в селе Веркола Пинежского района Архангельской области (1891—1897);
- Технологический институт в Томске (1896—1902);
- Александро-Невский собор в Баку (1897);
- Низшее механико-техническое училище имени Н. М. Полежаева в Калязине[24] (1902—1905);
- Городское училище в Сестрорецке (1908—1909)[25];
- Агротехническое училище в г. Сороки (1912—1913);
- Проект часовни в деревне Горшки Пермского края (1907)[26];
- Проект технического училища в Астрахани (1916)[27];
- Проект церкви для села Верхние Халчи Фатежского уезда Курской губернии (1916, не осуществлён)[28].

- Примеры работ архитектора Р. Р. Марфельда
- Храм в Борках
- Армянская церковь в Батуми
- Александро-Невский собор в Баку
- Памятный знак на месте взрыва на Аптекарском острове (съемка 2011 года)
- Памятник Александру II в селе Белый Ключ, на дореволюционной открытке 1898 г.